# 中央町 (目黑區)
中央町（日语：／ Chūōchō */?）是東京都目黑區的地名。現行行政地名為中央町一丁目、中央町二丁目。2013年7月1日為止的人口有7,835人。郵遞區號152-0001。

## 地理
位於目黑區中央，駒澤通與目黑通之間。北與五本木之間以駒澤通為戒，東鄰中町，南與目黑本町之間以目黑通為界，西鄰鷹番。西北端有東急東橫線高架通過。町域內主要為住宅地。

## 歷史
1966年（昭和41年），唐崎町、鷹番町、中目黑四丁目、上目黑五丁目各一部分合併成立。過去曾是目黑區役所所在地，2003年（平成15年）1月6日移往上目黑（東急東橫線中目黑站附近）。

### 地名由來
當時提案新町名時，中央町在調查中獲得最多民眾支持而定名。

## 交通
町域內沒有鐵路車站，可利用西南側的東急東橫線學藝大學站。另可利用町域南部目黑通上的路線巴士。

## 設施

目黑區立目黑中央中學校

- 目黑區立目黑中央中學校
- 目黑區立鷹番小學校
- 目黑區立中央綠地公園
- 目黑區立中央町社會教育會館
- NTT唐崎大樓

## 備註
1. ↑  .   [2013-08-04]. （原始内容存档于2020-05-03）.